# تپه سفالی شکرک دو
تپه سفالی شکرک دو مربوط به هزاره اول است و در شهرستان تایباد، بخش مرکزی، دهستان پایین ولایت، ضلع جنوبی روستای متروکه آدم پور واقع شده و این اثر در تاریخ ۲۳ بهمن ۱۳۸۵ با شمارهٔ ثبت ۱۷۳۷۴ به‌عنوان یکی از آثار ملی ایران به ثبت رسیده است.